# Tupolew Tu-330
Die Tupolew Tu-330 war ein Projekt eines mittleren Transportflugzeugs des russischen Flugzeugherstellers Tupolew aus den 1990er Jahren, das nicht weiter verfolgt wurde.

## Entwicklung

Dreiseitenansicht der Tu-330

Die Entwicklung erfolgte im Rahmen eines Regierungsprojekts gemäß Verordnung No.369 vom 23. April 1994.
Auf Strecken von 1000 bis 4000 Kilometern wurden in Russland für Transportzwecke bisher Maschinen vom Typ Antonow An-12 eingesetzt. Diese sind inzwischen veraltet und sollten ersetzt werden. Das Projekt erhielt weiteren Schub, nachdem sich Russland aus dem gemeinsamen Projekt An-70 mit der Ukraine zurückgezogen hatte.
Bei der Entwicklung wurden wesentliche konstruktive Details und Entwicklungen aus den Passagierflugzeugen Tupolew Tu-204 und Tupolew Tu-334 genutzt. Die Maschine war als Hochdecker ausgelegt. Die Tragflächen hatten Winglets. Das Seitenleitwerk war konventionell ausgelegt. Zwei Triebwerke vom Typ PS-90A waren an Pylonen unterhalb der Tragflächen angebracht. Es war auch der Einsatz des Kusnezow NK-93 vorgesehen, dessen Entwicklung jedoch 2009 eingestellt wurde.
Das Fahrwerk besteht aus sechs einzelnen Aufhängungen mit jeweils zwei gebremsten Rädern. Damit sollte ein Flugbetrieb sowohl auf betonierten Pisten als auch auf unbefestigtem Untergrund möglich sein.
Bei maximaler Beladung wäre eine Startbahn von 2200 m benötigt. Mit 20 t Ladung war die Reichweite mit 5600 km angegeben. Diese verkürzt sich bei einer Zuladung von 30 t auf 3000 km. Damit sollte ein Ersatz für die veralteten An-12 und Il-76 geschaffen werden.
Als besondere Vorteile wurden vom Hersteller vor allem die Nutzung von Standardteilen aus den Serien der Passagierflugzeuge genannt. Außerdem kann die Maschine auf Wunsch mit Triebwerken von Rolls-Royce oder Pratt & Whitney ausgerüstet werden.
Der Verbrauch war mit 140 g/t·km angegeben. Damit sollte die Maschine mit den Originaltriebwerken im Vergleich zu einer Il-76 nur noch 50 % des Kraftstoffs benötigen.
Die Tu-330 wurde mit unterschiedlichen Ausstattungen angeboten.
Folgende Varianten waren beim Hersteller angegeben: Tankflugzeug, Lazarettflugzeug, Monitoringflugzeug zur Bodenerkundung (Naturschutz, Fischerei, Eiswacht), Regierungsflugzeug (mit Salon und Transportboxen für PKWs), Erdgastanker.

## Technische Daten
| Kenngröße            | Daten                                        |
| -------------------- | -------------------------------------------- |
| Länge                | 42 m                                         |
| Spannweite           | 43,5 m                                       |
| Höhe                 | 14 m                                         |
| Flügelfläche         | 195,5 m²                                     |
| Flügelstreckung      | 9,7                                          |
| Länge Frachtraum     | 19,5 m (23,5 m mit Rampe)                    |
| Breite Frachtraum    | 4 m                                          |
| Höhe Frachtraum      | 4 m (3,55 m unter Flügel)                    |
| max. Zuladung        | 35.000 kg                                    |
| Reisegeschwindigkeit | 800–850 km/h                                 |
| Dienstgipfelhöhe     | 11.000 m                                     |
| Reichweite           | 3000 km mit 35.000 kg Nutzlast               |
| Treibstoffverbrauch  | 138–140 g/t•km mit 35.000 kg Nutzlast        |
| Triebwerke           | 2 × PS-94A- oder NK-93-Mantelstromtriebwerke |